# Нерюктяйинский 2-й наслег
Нерюктяйинский 2-й наслег — сельское поселение в Олёкминском районе Якутии Российской Федерации.
Административный центр — село Нерюктяйинск 2-й.

## История
Статус и границы сельского поселения установлены Законом Республики Саха (Якутия) от 30 ноября 2004 года N 173-З N 353-III «Об установлении границ и о наделении статусом городского и сельского поселений муниципальных образований Республики Саха (Якутия)».

## Население
| 2002 | 2010 | 2011 | 2012 | 2013 | 2014 | 2015 |
| ---- | ---- | ---- | ---- | ---- | ---- | ---- |
| 930  | ↗956 | ↘955 | ↘922 | ↘896 | ↘875 | ↗890 |
| 2016 | 2017 | 2018 | 2019 | 2020 | 2021 |      |
| ↘878 | ↘870 | ↘843 | ↘829 | ↗830 | ↘825 |      |

## Состав сельского поселения
| № | Населённый пункт | Тип населённого пункта       | Население |
| - | ---------------- | ---------------------------- | --------- |
| 1 | Бердинка         | посёлок                      | ↘26       |
| 2 | Нерюктяйинск 2-й | село, административный центр | ↘657      |
| 3 | Холго            | посёлок                      | ↘52       |